# Josef Rebell

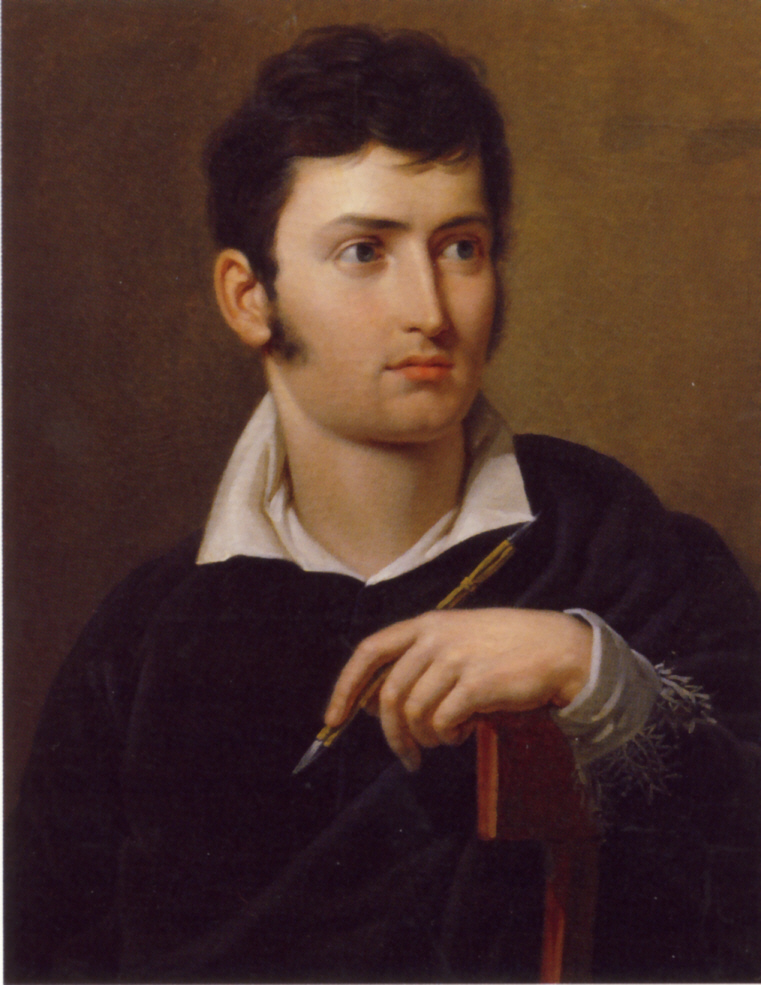
Selbstbildnis, undatiert, Belvedere, Wien

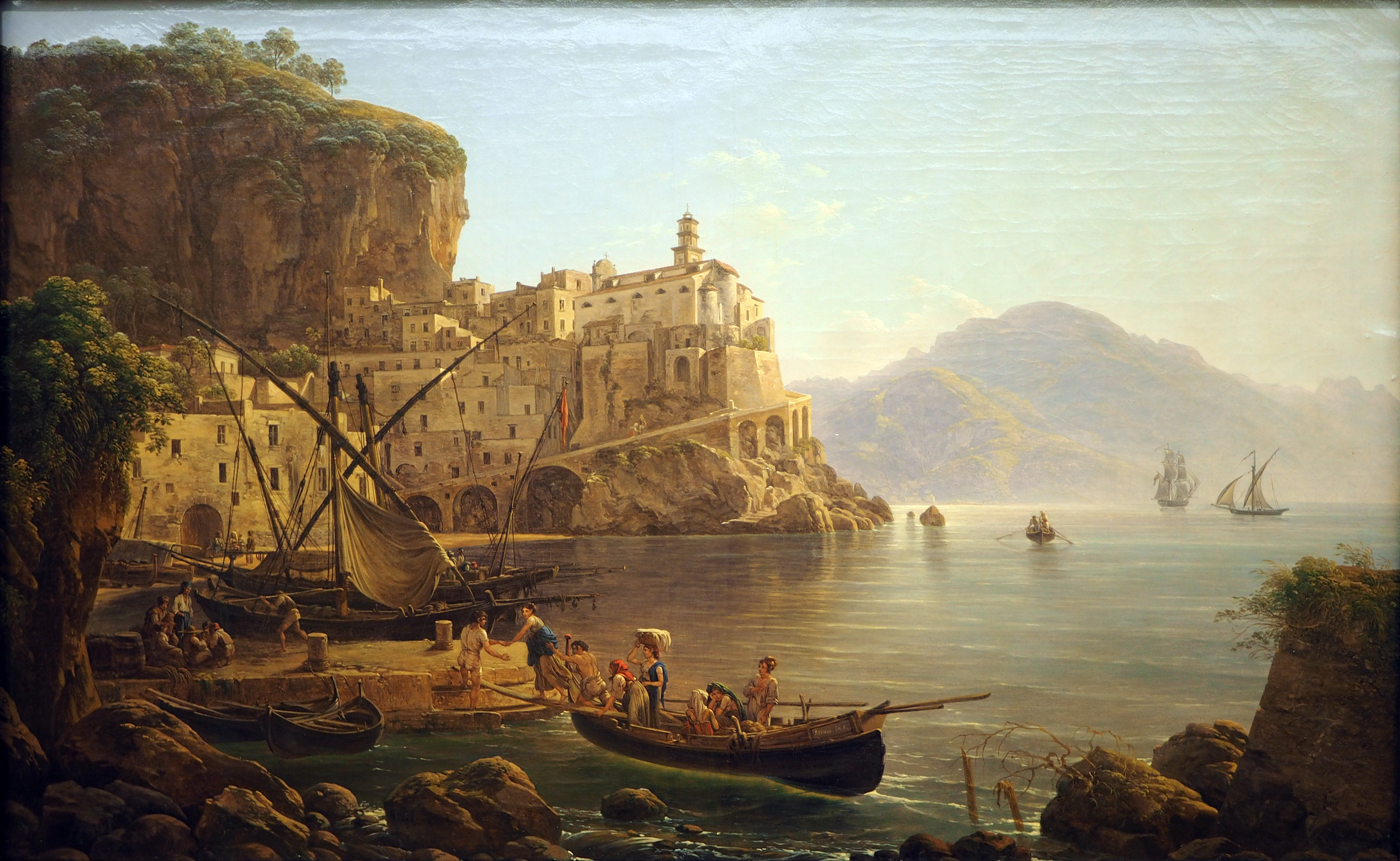
1817: Blick auf Atrani bei Amalfi, Hamburger Kunsthalle

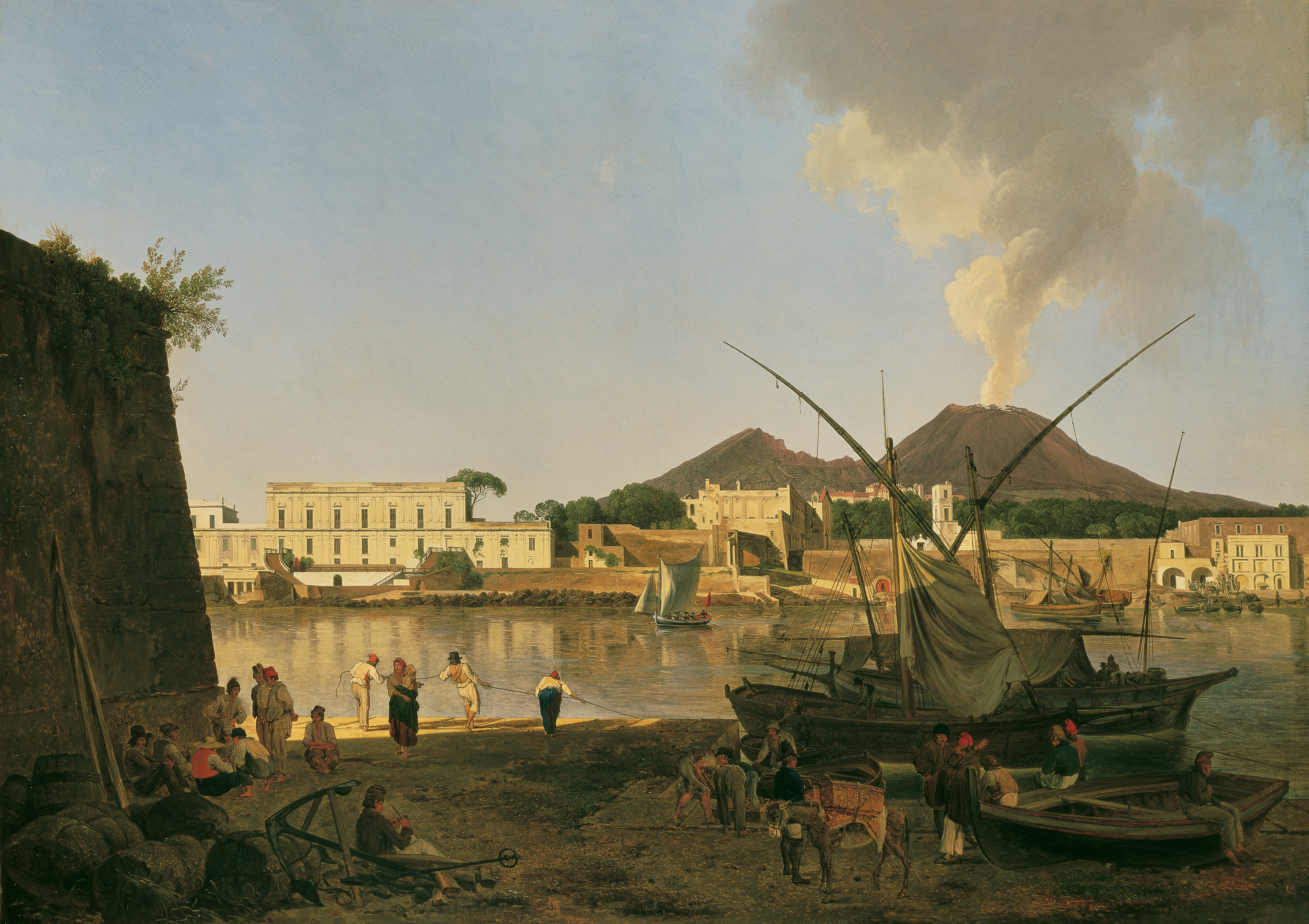
Der Hafen Granatella bei Portici mit dem Vesuv im Hintergrund, 1819, Belvedere, Wien

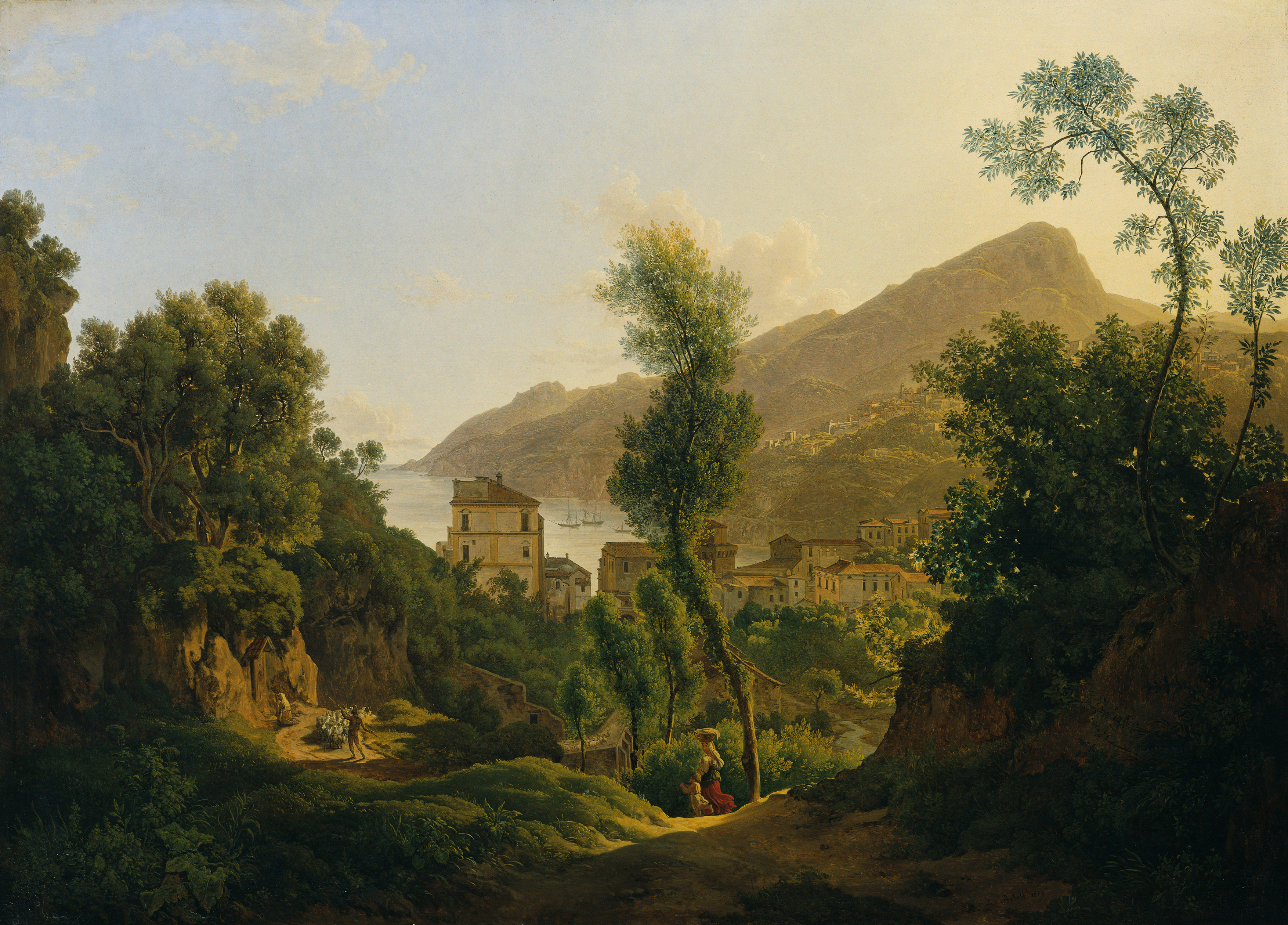
Ansicht der Stadt Vietri mit Blick auf den Meerbusen von Salerno, 1819, Belvedere, Wien

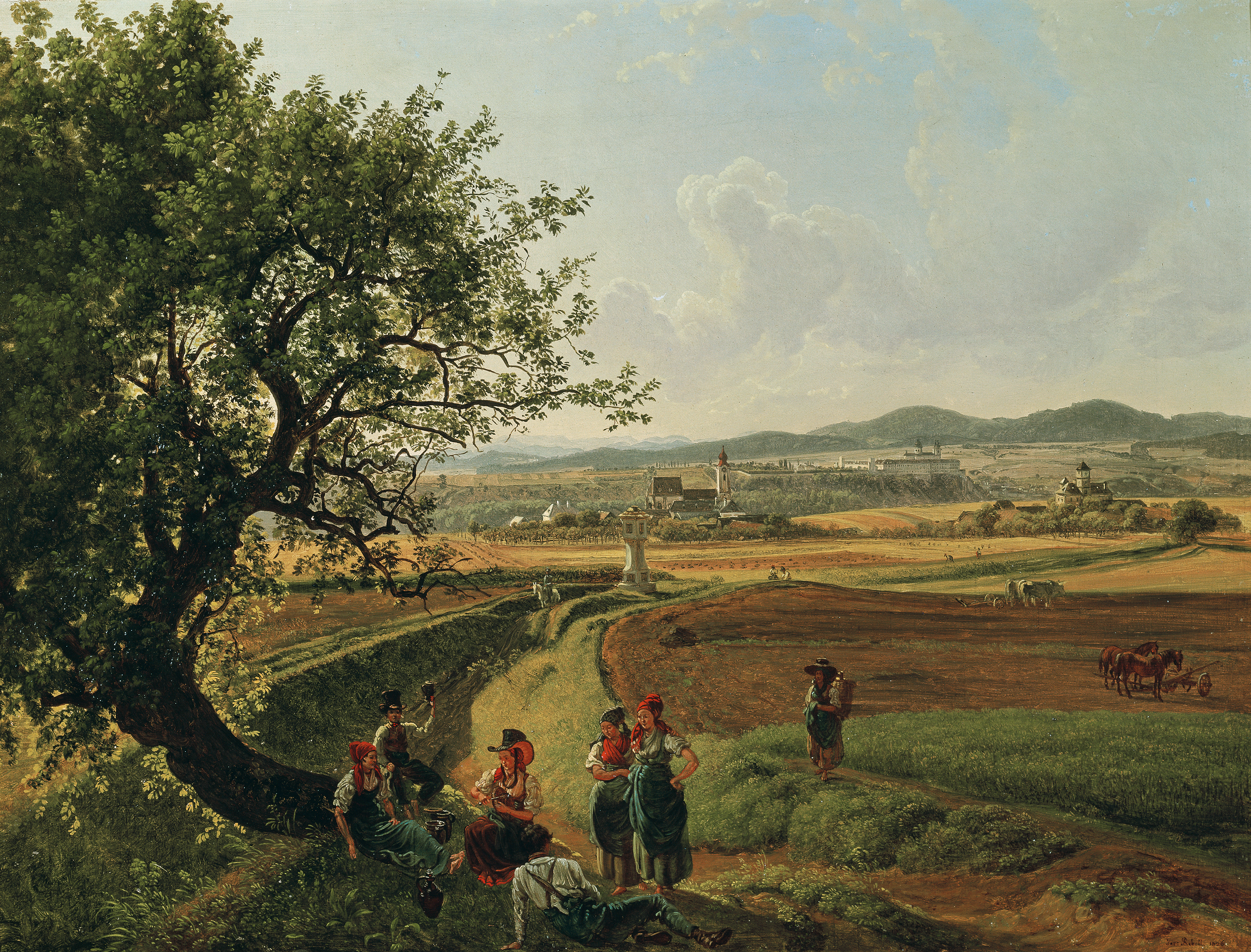
Ansicht der Herrschaften Schloss Emmersdorf und Rothenhof mit Stift Melk im Hintergrund, 1826, Belvedere, Wien

Josef Rebell (auch Joseph Rebell; * 11. Jänner 1787 in Wien; † 18. Dezember 1828 in Dresden) war ein österreichischer Landschaftsmaler.

## Leben
Rebell studierte in den Jahren von 1799 bis 1809 an der Wiener Akademie. Zunächst wurde er Bauzeichner bei dem Architekten Louis Montoyer ausgebildet, doch bald studierte er bei Friedrich August Brand und war Schüler von Michael Wutky, wodurch er sich der Landschaftsmalerei zuwandte. 1809–10 hielt sich Rebell in der Schweiz auf, danach bis 1812 in Mailand und von 1813 bis 1815 in Neapel, wo er für Caroline Bonaparte, die Frau des Joachim Murat, damals König von Neapel, arbeitete. 1816–1824 weilte er dann in Rom. Kaiser Franz I. berief Rebell 1824 als Direktor der Kaiserlichen Gemäldegalerie und Schlosshauptmann im Schloss Belvedere nach Wien. Er wurde im selben Jahr auch Professor und Leiter der Landschaftsklasse an der Wiener Akademie. Noch relativ jung starb er überraschend während einer Reise in Dresden an einer Krankheit.

## Leistung
Josef Rebell stand stark unter dem Einfluss der englischen und französischen Malerei (Claude Lorrain) und von Joseph Anton Koch, er wurde dadurch zu einem der ersten Realisten in der Landschaftsmalerei des deutschsprachigen Raumes. Er ist einer der bedeutendsten österreichischen Landschaftsmaler des 19. Jahrhunderts. Zusammen mit Franz Steinfeld gilt er als Begründer einer realistischen Landschaftsdarstellung in Österreich.

## Werke
- Die Donau bei Struden (Linz, OÖ. Landesmuseen, Schlossmuseum), 1807, Öl auf Leinwand, 130 × 183 cm
- Stürmische Meeresbucht (Linz, OÖ. Landesmuseen, Schlossmuseum, Schenkung Kastner), um 1813/15, Öl auf Leinwand, 35 × 48 cm
- Küstenlandschaft bei Positano (Wien, Belvedere), 1815, Öl auf Holz
- Schloss Persenbeug (Wien, Belvedere), 1817, Öl auf Leinwand, 43,5 × 59,5 cm
- Waldbach bei Piedimonte Matese (Linz, OÖ. Landesmuseen, Schlossmuseum), 1817, Öl auf Leinwand, 45 × 61 cm
- Piedimonte Matese (Linz, OÖ. Landesmuseen, Schlossmuseum), 1817, Öl auf Leinwand, 45 × 60,5 cm
- Die Mole von Portici (München, Neue Pinakothek, Inv. Nr. WAF 804), 1818, Öl auf Leinwand, 37,5 × 54,7 cm
- Ansicht der Stadt Vietri mit Blick auf den Meerbusen von Salerno (Wien, Österreichische Galerie), 1819, Öl auf Leinwand
- Meeressturm beim Arco di Miseno (Wien, Belvedere), 1819, Öl auf Leinwand, 98 × 137 cm
- Der Hafen Granatella bei Portici mit dem Vesuv im Hintergrund (Wien, Belvedere), 1819. Öl auf Leinwand, 98 × 137 cm
- Sonnenuntergang über den Campi Flegrei gegen die Inseln Procida und Ischia (Wien, Belvedere), 1819, Öl auf Leinwand, 98 × 137 cm
- Die Porta San Giovanni gegen Frascati (Wien, Belvedere), 1820, Öl auf Leinwand, 98 × 137 cm
- Ansicht von Atrani am Golf von Salerno (Wien, Liechtenstein Museum, Inv. Nr. GE1839), 1822, Öl auf Leinwand, 81 × 114 cm
- Vesuvausbruch bei Nacht (Wien, Liechtenstein Museum, Inv. Nr. GE1384), 1822, Öl auf Leinwand, 82 × 114 cm
- Ansichten der Herrschaften Schloss Emmersdorf und Rothenhof mit Stift Melk im Hintergrund (Wien, Belvedere), 1826, Öl auf Leinwand, 44,5 × 59 cm
- Ansicht von Pöggstall (Wien, Belvedere), um 1827, Öl auf Leinwand, 45 × 59,5 cm
- Arkadische Landschaft mit Rundtempel (Dresden, Gemäldegalerie Neue Meister), Öl auf Holz, 60,5 × 76,5 cm, Gal.-Nr. 3251